# Crown Property Bureau

Crown Property Bureau

Das Crown Property Bureau, kurz CPB (thailändisch สำนักงานทรัพย์สินส่วนพระมหากษัตริย์, RTGS: Samnakngan Sapsin suan Phramahakasat) ist eine Einrichtung in Thailand, die für die Vermögensverwaltung der thailändischen Krone, nicht aber für den Privatbesitz des Königs und seiner Familie, verantwortlich ist. Die Stellung des CPB ist einmalig, da es weder eine Regierungsbehörde, noch ein Teil der Hofverwaltung oder ein Privatunternehmen ist. Es ist per Gesetz von Steuern befreit. In den Jahren 2008 bis 2010 hatte das CPB pro Jahr zwischen neun und elf Milliarden Baht an Einnahmen zu verzeichnen. Der Jahresbericht wird nur dem König vorgelegt.
Das Crown Property Bureau wird von dem pensionierten Luftwaffengeneral Satitpong Sukvimol geleitet.

## Beteiligungen
Das Crown Property Bureau wurde 1936 gegründet, nachdem durch einen Umsturz 1932 die absolute Monarchie durch eine konstitutionelle ersetzt worden war. Das Parlament trennte per Gesetz das damalige königliche Vermögen in Privatvermögen des Königs, öffentliches Vermögen und Kronvermögen. Für das Kronvermögen richtete es das CPB ein, das dem Finanzministerium unterstellt wurde. 1948, während der Regierungszeit der royalistischen Demokratischen Partei bekam das CPB wieder eigene Rechtspersönlichkeit und wurde der direkten Kontrolle des Königs unterstellt. Nach dem seither geltenden Gesetz ernennt der König den Generaldirektor des CPB, während der jeweilige Finanzminister dem Aufsichtsrat vorsitzt.
Seit den 1970er Jahren ist das CPB an vielen thailändischen Unternehmen beteiligt. Unter anderem ist es Hauptaktionär von Siam Cement (30 %), einem der größten Unternehmen Thailands, der Siam Commercial Bank, der zweitgrößten Bank des Landes (25 %), Deves Insurance sowie Christiani & Nielsen (Bauunternehmen). Daneben hält es Beteiligungen an etlichen weiteren einheimischen Unternehmen, von denen viele im SET Index an der Börse in Bangkok gelistet sind.
Außerdem besitzt das Crown Property Bureau 36.000 Grundstücke in Bangkok mit einer Gesamtfläche von 54 km² und etliche außerhalb Bangkoks auf einer Gesamtfläche von 160 km². Diese werden vermietet oder verpachtet. Dazu gehören viele Grundstücke in den besten Lagen Bangkoks. Das CPB ist damit der größte Vermieter in Bangkok. Das CPB gibt allerdings an, dass es nur 7 % des Landes zu Konditionen verpachtet, die in der Privatwirtschaft üblich wären. Ein Großteil der Grundstücke in Bangkok wird von Regierungsinstitutionen genutzt oder ist von informellen Siedlungen, Märkten oder Geschäftshäusern besetzt. Auf Grundstücken des CPB befinden sich aber auch das große Einkaufszentrum Central World und das Anantara Siam Hotel.
Des Weiteren hielt das CPB mehrheitlich Anteile an der Kempinski Hotel AG mit Hauptsitz in München und deren Tochter Kempinski S.A. mit Hauptsitz in Genf. Seit Februar 2017 verfügen die Scheichs von Bahrain über die Mehrheit im Unternehmen.
Der Gesamtwert des Vermögens wird nicht veröffentlicht. Der thailändische Wirtschaftshistoriker Porphant Ouyyanont, dem für eine Publikation über die Geschichte des CPB umfangreicher Einblick gewährt wurde, gab ihn für Ende 2005 mit 27,4 Milliarden US-Dollar an. Auf der Basis der Angaben Porphants und unter Einbeziehung der Wertentwicklung schätzte Forbes Asia den Wert 2008 auf 35 Milliarden Dollar. Den allergrößten Teil davon macht der Grundbesitz aus. Die Anteile des CPB an Siam Cement waren 2008 1,9 Milliarden Dollar wert, die an der SCB 1,1 Milliarden, die an der Deves-Versicherung 65 Millionen und die übrigen Unternehmensbeteiligungen zusammen 600 Millionen Dollar.